# Wilhelmsdorf (Baden-Württemberg)
Wilhelmsdorf è un comune tedesco di 5 018 abitanti situato nel land del Baden-Württemberg.